# Neda Parmać
Neda Parmać (°1985 in Ploče, Kroatië) is een Kroatische zangers.
Als jong meisje nam ze al danslessen, op 13-jarige leeftijd zong ze in het groepje Kompas.
In 2004 schreef ze zich in voor Hrvatski Idol, de Kroatische versie van Idols. Met haar sterke stem won ze het publiek voor zich maar finishte toch maar 3de. Samen met 2 andere verliezende finalisten richtte ze de groep Feminnem op. Die deden mee aan de Bosnische finale om zo naar het Eurovisiesongfestival te kunnen. Ze wonnen met het lied Zovi, er kwam protest omdat de zangeres van Kroatische afkomst was, maar omdat de andere twee zangeressen Bosnisch waren werd er geen belang besteed aan dat protest. Op het Songfestival eindigden ze 14de met de Engelse versie Call me.